# Dharla River
Dharla River är ett vattendrag i Bangladesh, på gränsen till Indien. Det ligger i den norra delen av landet, 240 km norr om huvudstaden Dhaka.
Trakten runt Dharla River består till största delen av jordbruksmark. Runt Dharla River är det mycket tätbefolkat, med 1 056 invånare per kvadratkilometer.